# Sky Pilot
 (décembre 2019).
Sky Pilot est une chanson du groupe The Animals sortie en 1968.
La chanson est une ballade dont l'histoire est celle d'un aumônier qui bénit une troupe juste avant qu'elle ne parte pour un raid ou une patrouille de nuit.